# 폴 러페이지
폴 리처드 러페이지(영어: Paul Richard LePage, 1948년 10월 9일 ~ )는 미국 공화당 소속의 정치인이다. 메인주 시의회를 거쳐 워터빌 시 시장을 역임하였으며, 2011년 제74대 주지사에 취임하였다.
러페이지 주지사는 2016년 8월 기자회견에서 히스패닉, 유색인종을 적으로 표현하는 언급을 하고 민주당 의원에게 욕설과 막말을 던지는 등 과격한 언사를 보여 논란을 빚었다. 그의 이런 행보는 도널드 트럼프 당시 대통령 후보자를 지지한다는 의사 표명이었던 것으로 받아들여진다. 트럼프 후보의 지지율이 높아지면서 자연스레 그와 비슷한 행보를 보였던 러페이지 주지사에게도 주목이 가해졌다. 인종차별주의 성향과 막무가내 행정이 트럼프와 똑 닮았다는 것이다. 러페이지 주지사는 민주당 의원을 무시하고 시민단체와 소통을 거부했다. 이러한 점들을 근거로 이코노미스트지는 트럼프의 미국은 러페이지의 메인 주와 비슷할 것이라는 주장을 하기도 했다.
워싱턴 비즈니스 저널 보도에 따르면, 러페이지 메인 주지사의 연봉은 7만 달러로 전국의 주지사 연봉 중 가장 낮은 금액이다. 주지사 평균 연봉은 약 13만 달러 수준이다. 이러한 상황에서 러페이지 주지사의 부인 앤 러페이지 여사가 2016년 6월 레스토랑에서 아르바이트를 시작한 것이 화제가 되기도 했다. 자녀가 5명이나 되고 경제적 부담이 커지자 어쩔 수 없는 일이었다고 여사는 밝혔다. 러페이지 주지사는 TV에서 이를 짐짓 자랑스럽게 이야기하기도 했다.

## 역대 선거 결과
| 선거명      | 직책명      | 대수 | 정당   | 득표율 | 득표수    | 결과 | 당락             |
| ----------- | ----------- | ---- | ------ | ------ | --------- | ---- | ---------------- |
| 2008년 선거 | 워터빌 시장 | 50대 | 무소속 | 51.34% | 3,611표   | 1위  | 워터빌 시장 당선 |
| 2010년 선거 | 메인 주지사 | 74대 | 공화당 | 38.07% | 218,065표 | 1위  | 메인 주지사 당선 |
| 2014년 선거 | 메인 주지사 | 74대 | 공화당 | 48.19% | 294,519표 | 1위  | 메인 주지사 당선 |
| 2022년 선거 | 메인 주지사 | 75대 | 공화당 | 42.45% | 287,304표 | 2위  | 낙선             |